# Henry Ford

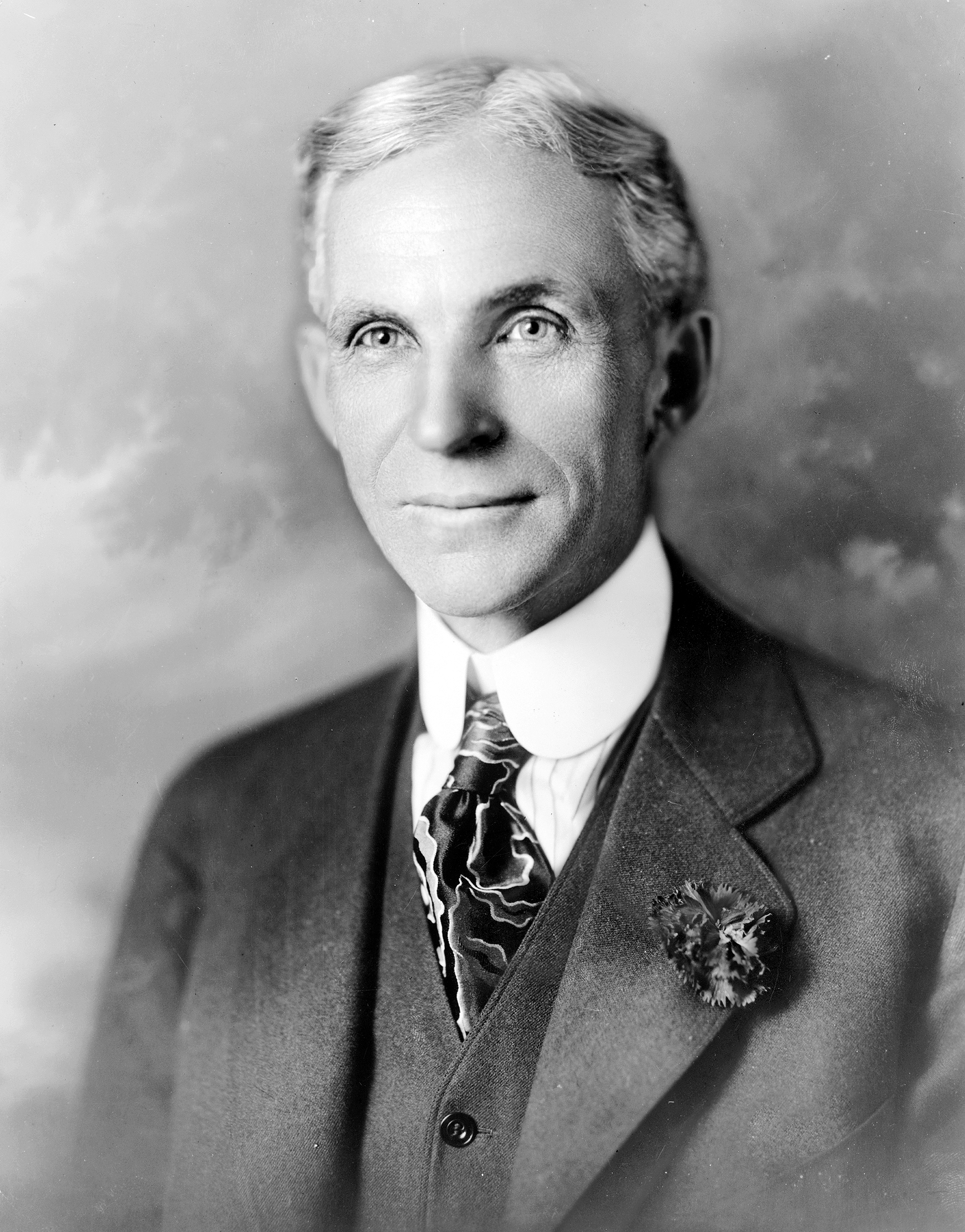
Henry Ford (1919)

Henry Ford (* 30. Juli 1863 in Greenfield Township, Wayne County, Michigan; † 7. April 1947 in Dearborn, Michigan) war ein US-amerikanischer Erfinder und Automobilpionier. Als Gründer des Automobilherstellers Ford Motor Company perfektionierte er konsequent die Fließbandfertigung im Automobilbau, die allerdings schon 1902 Ransom Eli Olds in vereinfachter Form in seiner Firma Oldsmobile eingeführt hatte. Sein Konzept der modernen Fertigung von Fahrzeugen revolutionierte nicht nur die industrielle Produktion, sondern hatte auch starken Einfluss auf die moderne Kultur (Fordismus). Neben dieser Pionierarbeit für den Automobilbau ist Ford als zeitweiliger Publizist antisemitischer Schriften wie The International Jew, die eine große Außenwirkung hatten, bis heute politisch umstritten.

## Leben

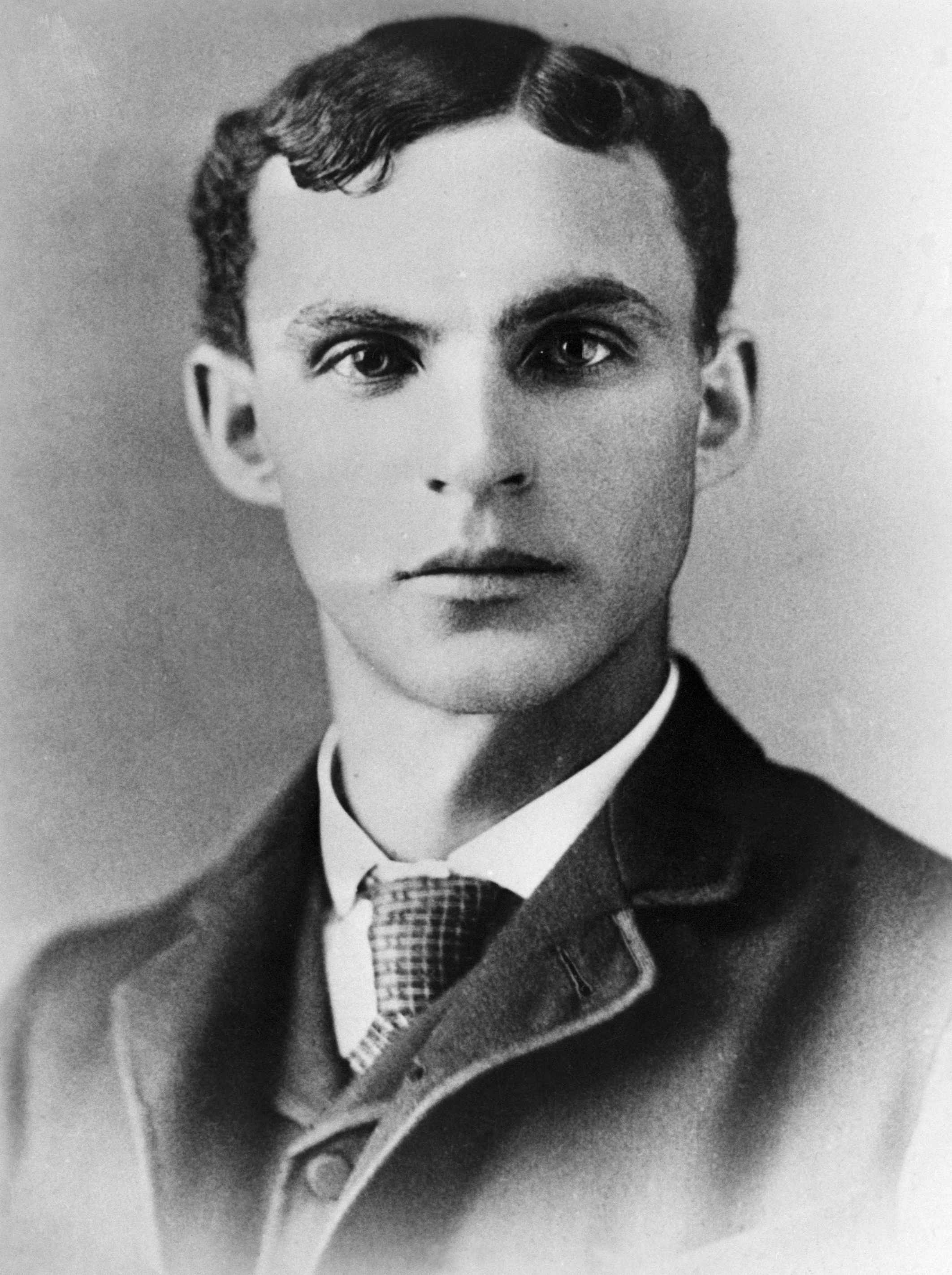
Henry Ford (1888)

### Frühe Jahre
Henry Ford wurde in einer Kleinstadt im Wayne County in der Nähe von Dearborn, westlich von Detroit, auf der florierenden Farm seiner Eltern, William Ford (1826–1905) und Mary Litogot O’Hern (1839–1876), geboren, die aus der Grafschaft Cork in Irland eingewandert waren. Henry war das älteste von insgesamt sechs Kindern. Er konnte in der ländlichen Gegend nur die Dorfschule besuchen und erhielt somit eine geringe Schulbildung. Als Kind war er sehr an mechanischen Einzelheiten interessiert. Er zeigte hohes handwerkliches Geschick und verbrachte im Alter von zwölf Jahren viel Zeit in seinem Werkraum, den er selbst eingerichtet hatte. Mit fünfzehn Jahren hatte er bereits seinen ersten Verbrennungsmotor gebaut.
Im Jahre 1879 verließ er sein Zuhause und zog in das nahe Detroit, um dort seine Lehrzeit als Maschinist zu beginnen. Er arbeitete zuerst bei F. Flower & Bros., später bei der Detroit Dry Dock Co. Nach seiner Ausbildung fand Ford einen Job bei der Westinghouse Electric Corporation, wo er an Ottomotoren arbeitete. Nach seiner Heirat mit Clara Jane Bryant 1888 verbesserte er seine finanzielle Lage mit einem eigenen Sägewerk.
1891 wurde Ford als Ingenieur bei der Edison Illuminating Company eingestellt, benannt nach dem Gründer und Direktor Thomas Alva Edison. Mit diesem weltberühmten Erfinder war er in späteren Jahren noch freundschaftlich verbunden. Nach seiner Beförderung zum Chefingenieur 1893 hatte er nun genügend Zeit und Geld, um sich seinen persönlichen Experimenten mit Verbrennungsmotoren zu widmen. Seine Experimente gipfelten 1896 in der Fertigstellung eines selbstangetriebenen Fahrzeugs, des Quadricycle.

### Selbstständigkeit
Nach diesem Erfolg verließ Ford Edison Illuminating und gründete mit weiteren Investoren 1899 die Detroit Automobile Company. Während dieser Zeit ließ Ford seine Fahrzeuge Rennen gegen die anderer Hersteller fahren, um die Überlegenheit seiner Modelle zu demonstrieren. Er selbst errang in seinem Ford 'Sweepstakes' am 10. Oktober 1901 einen Sieg gegen Alexander Winton, einen bekannten Konstrukteur und Rennfahrer. Dies führte dazu, dass die insolvente Detroit Automobile Company neue Investoren fand und am 30. November 1901 als Henry Ford Company reorganisiert werden konnte. Henry Ford wurde Chefingenieur, trennte sich jedoch 1902 im Streit mit seinem Vorgesetzten Henry M. Leland vom Unternehmen, das nun als Cadillac Motor Car Company eingetragen wurde, weil Ford seine Namensrechte behalten konnte.

### Ford Motor Company
Henry Ford gründete am 16. Juni 1903 mit elf weiteren Investoren und 28.000 US-Dollar Kapitaleinlage die Ford Motor Company. Bei einer Ausstellung fuhr Ford in einem neu entwickelten Automobil einen neuen Geschwindigkeitsrekord, als er die Strecke von einer Meile auf dem Eis des St.-Clair-Sees innerhalb von 39,4 Sekunden zurücklegte (147 km/h). Überzeugt von diesem Erfolg nahm der bekannte Rennfahrer Barney Oldfield das Auto quer durch das Land mit und machte die Marke Ford zu einem Begriff in den USA. Dieses neue Automodell wurde von Oldfield 999, nach der damals schnellsten Dampflokomotive, getauft. Henry Ford war auch einer der ersten Geldgeber für das Indianapolis-500-Rennen.

#### Das Modell T (Tin Lizzy)

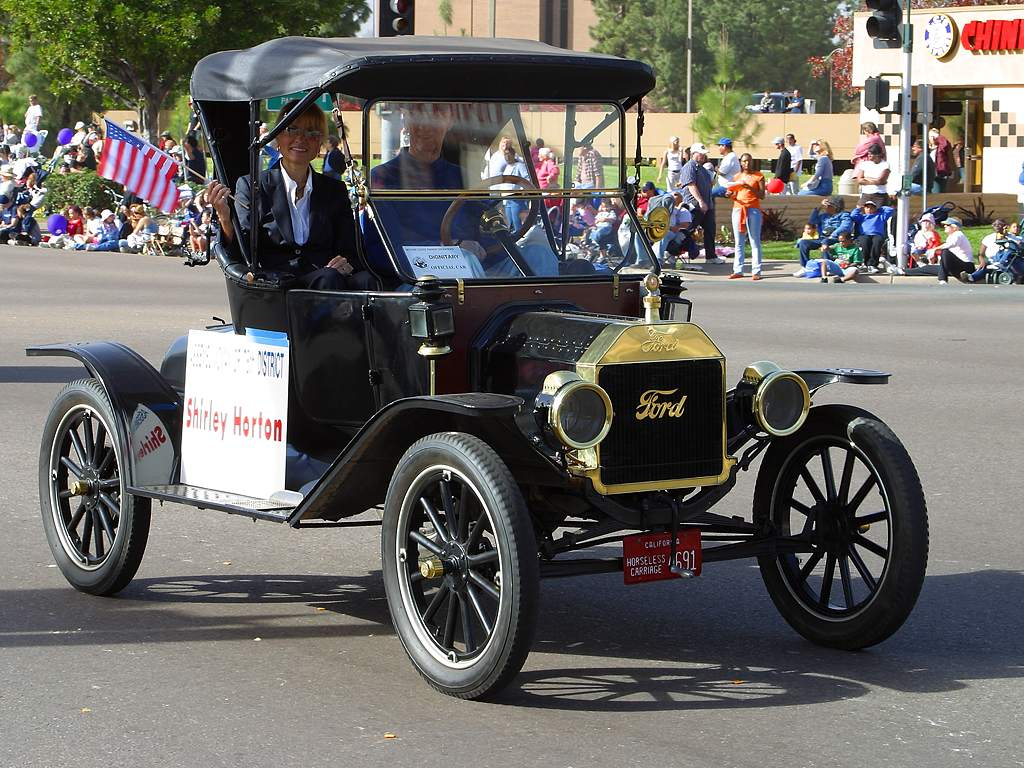
Ford Model T (1909)

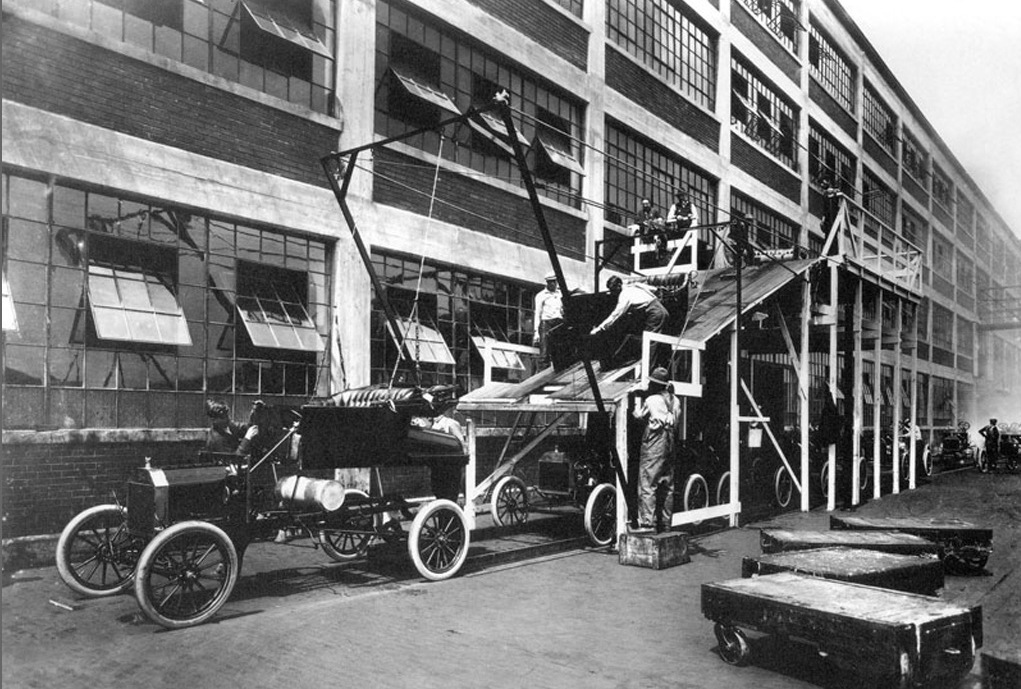
Erste Fließbandfertigung für Pkw

1908 brachte die Ford Motor Company ihr Model T von József Galamb auf den Markt. Im Zeitraum von 1909 bis 1913 nahm Ford mit verändertem Modell T an verschiedenen Rennen teil und gewann 1909 (obwohl er später disqualifiziert wurde) auch ein Rennen „von Küste zu Küste“ quer durch die USA. Ein weiterer Rekord wurde 1911 auf dem Jahrmarkt in Detroit aufgestellt, als der Fahrer Frank Kulick eine neue Bestzeit für die Strecke von einer Meile erzielte. 1913 versuchte Ford mit einem umgebauten Modell T am Indianapolis-500-Rennen teilzunehmen, wurde aber nicht zugelassen mit der Begründung, der Wagen müsse erst um weitere 1.000 Pfund schwerer gemacht werden, bevor er sich qualifizieren könne. Ford verließ das Rennen, stieg kurze Zeit später komplett aus dem Renngeschäft aus und begründete dies mit seiner Unzufriedenheit mit den Bestimmungen im Rennsport sowie den gesteigerten Bedarf an Zeit für sein florierendes Geschäft mit dem Modell T.
Für die Öffentlichkeitsarbeit waren Rennen 1913 nicht mehr nötig – das Modell T war berühmt und allgegenwärtig auf Amerikas Straßen. In diesem Jahr führte Ford die Fließbänder in seinen Fabriken ein, welche ihm eine enorme Produktionssteigerung erlaubten. Bereits 1918 war jeder zweite Wagen in Amerika ein Modell T. Das Design des Modells T, glühend vertreten und verteidigt von Henry Ford, wurde bis 1927 beibehalten, als die Beliebtheit des Designs bereits nachgelassen hatte. Bis zu diesem Zeitpunkt waren über 15 Millionen Fahrzeuge hergestellt worden. Das war ein Rekord, der die nächsten 45 Jahre Bestand haben sollte.
Henry Ford wird oft nachgesagt, er habe gesagt, dass jeder Kunde einen Ford in der Farbe seiner Wahl bekommen könne – solange die Farbe schwarz sei. Lange Zeit wurde diese Aussage als Legende angesehen. Es gibt aber in seinem Buch Mein Leben und Werk im Kapitel „Das Geheimnis der Produktion“ den Satz: „Jeder Kunde kann seinen Wagen beliebig anstreichen lassen, wenn der Wagen nur schwarz ist.“ Der Grund dafür dürfte folgender sein: Schwarz war die Standardfarbe, da Schwarz die erste industriell hergestellte und lang haltbare Farbe war. Außerdem trocknet Schwarz am schnellsten, was ein starkes Argument für diese Farbe war, da man damals große Hallen und Böden brauchte, um Karosserieteile trocknen zu lassen. Ein weiterer Grund war, dass es in der Massenproduktion einfacher ist, nur eine Farbe zu verwenden. Nicht alle Ford T waren schwarz, aber die meisten.
Henry Ford hatte eine besondere Einstellung zu seinen Beschäftigten. So führte er im Januar 1914 in seinem Unternehmen den Achtstundentag ein und hob gleichzeitig den Mindestlohn von 2,34 $ auf 5,00 $ pro Tag an – deutlich über das damals übliche Niveau (Effizienzlohn). Während der Spitzenproduktion des Modells T um 1918 erhöhte sich dieser Betrag sogar noch auf 6,00 $. Ford bot seinen Arbeitern auch ein neuartiges System zur Gewinnbeteiligung an. Dass die Löhne bei Ford das bis dahin Übliche um mehrere hundert Prozent überstiegen, war nach Fords eigener wiederholter Aussage wirtschaftliches Kalkül: Er wollte nicht die persönliche Situation seiner Arbeiter verbessern, sondern die Kaufkraft der Arbeiterschaft massiv stärken, um den Absatz massengefertigter Produkte wie seiner Autos zu gewährleisten. Damit schuf Ford die Grundlagen der Konsumgesellschaft, wie sie für das 20. Jahrhundert typisch sind. Auch die gestiegene Freizeit der Arbeiter sollte der Nachfrage nach Produkten und deren Abnutzung durch die Verwendung dienen.
Andererseits lehnte Ford Gewerkschaftsverbände innerhalb seiner Fabriken rigoros ab. Um Gewerkschaftsaktivitäten zuvorzukommen, stellte Ford Harry Bennett ein, der offiziell Leiter des Kundendienstes wurde. Bennett benutzte verschiedene Einschüchterungstaktiken, um die Bildung von Gewerkschaften zu unterbinden. Ein Sitzstreik der United-Auto-Workers-Gewerkschaft führte 1941 schließlich zu Tarifverhandlungen in manchen Fordwerken. Zu einer umfassenden gewerkschaftlichen Organisation kam es erst ab 1945, nachdem Henry Ford und Harry Bennett das Unternehmen verlassen hatten.

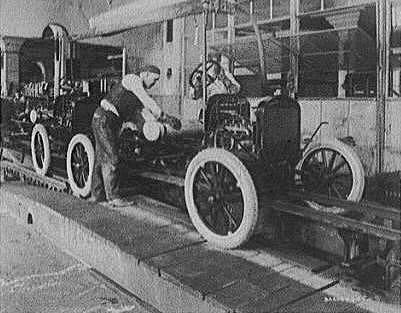
Ford-Fertigung (1923)

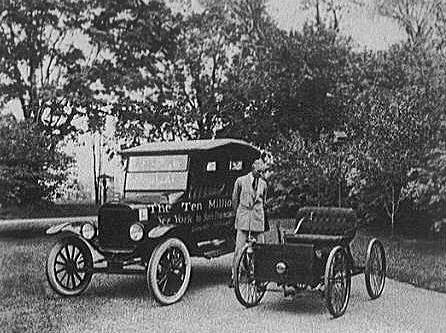
Der erste und der zehnmillionste Ford (1924)

Am 1. Januar 1919 übergab Henry Ford den Vorsitz der Ford Motor Company an seinen Sohn Edsel Ford, behielt aber trotzdem einen starken Einfluss auf die Leitung des Unternehmens. Während Edsel den Vorsitz hatte, wurden nur wenige Entscheidungen getroffen, die vorher nicht von Henry abgesegnet worden waren, und die wenigen anderen wurden von Henry Ford oft rückgängig gemacht. Während dieser Zeit kauften Edsel und Henry die Aktien zurück, die bis dahin noch in der Hand anderer Investoren gewesen waren. Sie mussten sich für den Rückkauf eine Menge Geld leihen, wurden dadurch aber zu alleinigen Inhabern des Unternehmens. Das war der Anfang einer Periode des Niedergangs für das Unternehmen, da kurze Zeit später das Land von der Nachkriegsrezession getroffen wurde.
Mitte der 1920er Jahre begannen die Verkaufszahlen des Modells T zu fallen. Das war teilweise auf die steigende Verbreitung von Verbraucherkrediten zurückzuführen, die andere Automobilhersteller anboten, damit sich die Konsumenten deren Autos kaufen konnten. Außerdem hatten die Modelle der Konkurrenz meist weitere neue Funktionen und Designs, die dem Modell T nicht zur Verfügung standen. Trotz des Drängens des Unternehmenschefs Edsel Ford weigerte sich Henry Ford strikt, der Modernisierung des Modell T mit neuen Eigenschaften zuzustimmen, weil er die Preise niedrig halten wollte. Auch erteilte Henry Ford Finanzierungsplänen für Verbraucher eine Absage, weil er glaubte, dass diese schlecht für die Wirtschaft seien.

#### Das Modell A und danach
Die wegbrechenden Verkaufszahlen für das Modell T überzeugten Henry Ford 1926 schließlich davon, was Edsel schon einige Zeit befürwortet hatte: ein neues Modell musste her. Henry Ford steuerte zu dem Projekt vor allem sein Fachwissen über Technik, Entwicklung des Antriebs, Fahrgestells und anderer technischer Notwendigkeiten bei und überließ es seinem Sohn, eine neue Karosserie zu entwickeln. Edsel gelang es auch, gegen die Einwände seines Vaters eine mechanisch betätigte Vierrad-Bremse und ein handgeschaltetes Schieberadgetriebe durchzusetzen. Das Ergebnis war das im Dezember 1927 vorgestellte und sehr erfolgreiche zweite Modell A, das bis 1931 mehr als vier Millionen Mal produziert wurde.
Henry Ford hatte lange Zeit ein besonderes Interesse an Kunststoffen aus landwirtschaftlichen Erzeugnissen, auch aus Hanf. Bekannt wurde sein Soybean Car, dessen Karosseriepaneele aus einem sojahaltigen Kunststoff bestanden.
Ebenfalls in die 1930er Jahre fällt das Projekt Fordlândia, eine Kautschuk-Plantage und Planstadt auf einem 10.000 Quadratkilometer großen gepachteten Areal in Brasilien. Ziel des Unternehmens war es, die Reifenproduktion vom teuren britischen Kautschuk aus Malaysia unabhängig zu machen. Örtliche Arbeitskräfte wurden mit sozialen Versprechungen angelockt, von denen so wenig eingehalten wurden, dass es zu Unruhen kam. Letztendlich scheiterte das Mammutprojekt an der unzureichenden Vorsorge gegen Pflanzenkrankheiten, denen die nach sechs Jahren Arbeit erwartete Ernte zum Opfer fiel.
Am 26. Mai 1943 starb Edsel Ford und hinterließ damit eine offene Stelle im Vorsitz des Unternehmens. Henry Ford befürwortete, dass die Stelle von Harry Bennett übernommen werden sollte. Die Witwe von Edsel, Eleanor Ford, die die Aktien ihres verstorbenen Mannes geerbt hatte, wollte, dass ihr Sohn Henry Ford II die Stelle übernahm. Die Streitfrage entschied sich, als Henry selbst im Alter von 79 Jahren die Stelle übernahm. Das Unternehmen ging harten Zeiten entgegen – innerhalb der nächsten zwei Jahre verlor die Firma zehn Millionen Dollar pro Monat. Präsident Roosevelt zog sogar ein staatliches Darlehen für die Ford Motor Company in Betracht, damit die kriegswichtige Produktion fortgesetzt werden könne.

#### Arbeitsphilosophie

##### 5 US-Dollar Gehalt
Henry Ford war ein Pionier des „Wohlfahrtskapitalismus“. Ziel war es die Lage seiner Arbeiter zu verbessern und vor allem die starke Fluktuation zu reduzieren, die dazu führte, dass viele Abteilungen jedes Jahr 300 Männer einstellen mussten, um 100 Stellen zu besetzen. Effizienz bedeutete, die besten Arbeitskräfte einzustellen und zu halten.
Ford überraschte die Welt im Jahr 1914, als er einen Tageslohn von 5 US-Dollar anbot (146 US-Dollar im Jahr 2022), was zu einer mehr als doppelten Erhöhung des Lohnes der meisten seiner Arbeiter führte. Eine Zeitung aus Cleveland, Ohio, schrieb in einem Leitartikel, dass die Ankündigung „wie eine blendende Rakete durch die dunklen Wolken der gegenwärtigen industriellen Depression schoss“. Der Wechsel erwies sich als äußerst profitabel; anstelle einer ständigen Mitarbeiterfluktuation strömten die besten Mechaniker in Detroit zu Ford, brachten ihr Fachwissen und Expertise mit und steigerten die Produktivität und senkten die Schulungskosten. Ford kündigte am 5. Januar 1914 sein 5-Dollar-Programm pro Tag an und erhöhte den Mindesttageslohn für qualifizierte männliche Arbeiter von 2,34 Dollar auf 5 Dollar.
Detroit war bereits eine Hochlohnstadt, doch die Konkurrenten waren gezwungen, die Löhne zu erhöhen oder ihre besten Arbeitskräfte zu verlieren. Die Politik von Ford bewies, dass eine höhere Bezahlung der Mitarbeiter es diesen ermöglichen würde, sich die von ihnen produzierten Autos leisten zu können, was wiederum die lokale Wirtschaft ankurbeln würde. Er betrachtete die höheren Löhne als eine Gewinnbeteiligung, die mit der Belohnung derjenigen verbunden war, die am produktivsten waren und einen guten Charakter hatten. Möglicherweise war es James Couzens, der Ford davon überzeugte, den 5-Dollar-Tageslohn einzuführen.
Eine echte „Gewinnbeteiligung“ wurde Mitarbeitern angeboten, die sechs Monate oder länger im Unternehmen gearbeitet hatten und, was noch wichtiger war, ihr Leben auf eine Weise führten, die von der „Sozialabteilung“ von Ford genehmigt wurde. Sie missbilligten übermäßiges Trinken, Glücksspiel und familiäre Vernachlässigung und Gewalt, sog. Deadbeat Dads. Die Sozialabteilung setzte 50 Ermittler und Hilfspersonal ein, um die Mitarbeiterstandards aufrechtzuerhalten. Ein Großteil der Arbeitnehmer konnte sich für diese „Gewinnbeteiligung“ qualifizieren.
Fords Eingriff in das Privatleben seiner Mitarbeiter war höchst umstritten und er schreckte bald vor den aufdringlichsten Aspekten zurück. Als er 1922 seine Memoiren schrieb, hatte er in der Vergangenheitsform über das Sozialministerium und die privaten Bedingungen für Gewinnbeteiligungen gesprochen. Er gab zu, dass „Paternalismus in der Branche keinen Platz hat. Sozialarbeit, die darin besteht, in die privaten Belange der Arbeiter einzudringen, ist überholt. Männer brauchen Rat und Männer brauchen Hilfe, oft besondere Hilfe; und all dies sollte aus Gründen des Anstands geleistet werden. Aber der umfassende, umsetzbare Investitions- und Beteiligungsplan wird mehr dazu betragen, die Branche zu festigen und die Organisation zu stärken, als jede soziale Arbeit von außen. Ohne das Prinzip zu ändern, haben wir die Zahlungsmethode geändert“.

##### Fünf-Tage-Woche
Ford erhöhte nicht nur die Löhne seiner Arbeiter, sondern führte 1926 auch eine neue, verkürzte Arbeitswoche ein. Die Entscheidung wurde 1922 getroffen, als Ford und Crowther sie als sechs 8-Stunden-Tage beschrieben, was eine 48-Stunden-Woche ergab, aber 1926 wurden fünf 8-Stunden-Tage angekündigt, was einer 40-Stunden-Woche entspricht. Das Programm begann offenbar damit, dass der Samstag zum Arbeitstag erklärt wurde, bevor er irgendwann später zum freien Tag wurde. Am 1. Mai 1926 stellten die Fabrikarbeiter der Ford Motor Company auf eine Fünf-Tage-40-Stunden-Woche um, die Büroangestellten des Unternehmens vollzogen die Umstellung im darauffolgenden August.
Ford hatte beschlossen, die Produktivität zu steigern, da von den Arbeitern erwartet wurde, dass sie im Austausch für mehr Freizeit mehr Anstrengung in ihre Arbeit stecken. Ford glaubte auch, dass eine angemessene Freizeit gut für das Geschäft sei und den Arbeitnehmern mehr Zeit gebe, mehr Waren zu kaufen und zu konsumieren. Aber auch gemeinnützige Anliegen spielten eine Rolle. Ford erklärte: „Es ist höchste Zeit, uns von der Vorstellung zu befreien, dass Freizeit für Arbeiter entweder ,verlorene Zeit’ oder ein Klassenprivileg ist.“

### Fords Flugzeugunternehmen

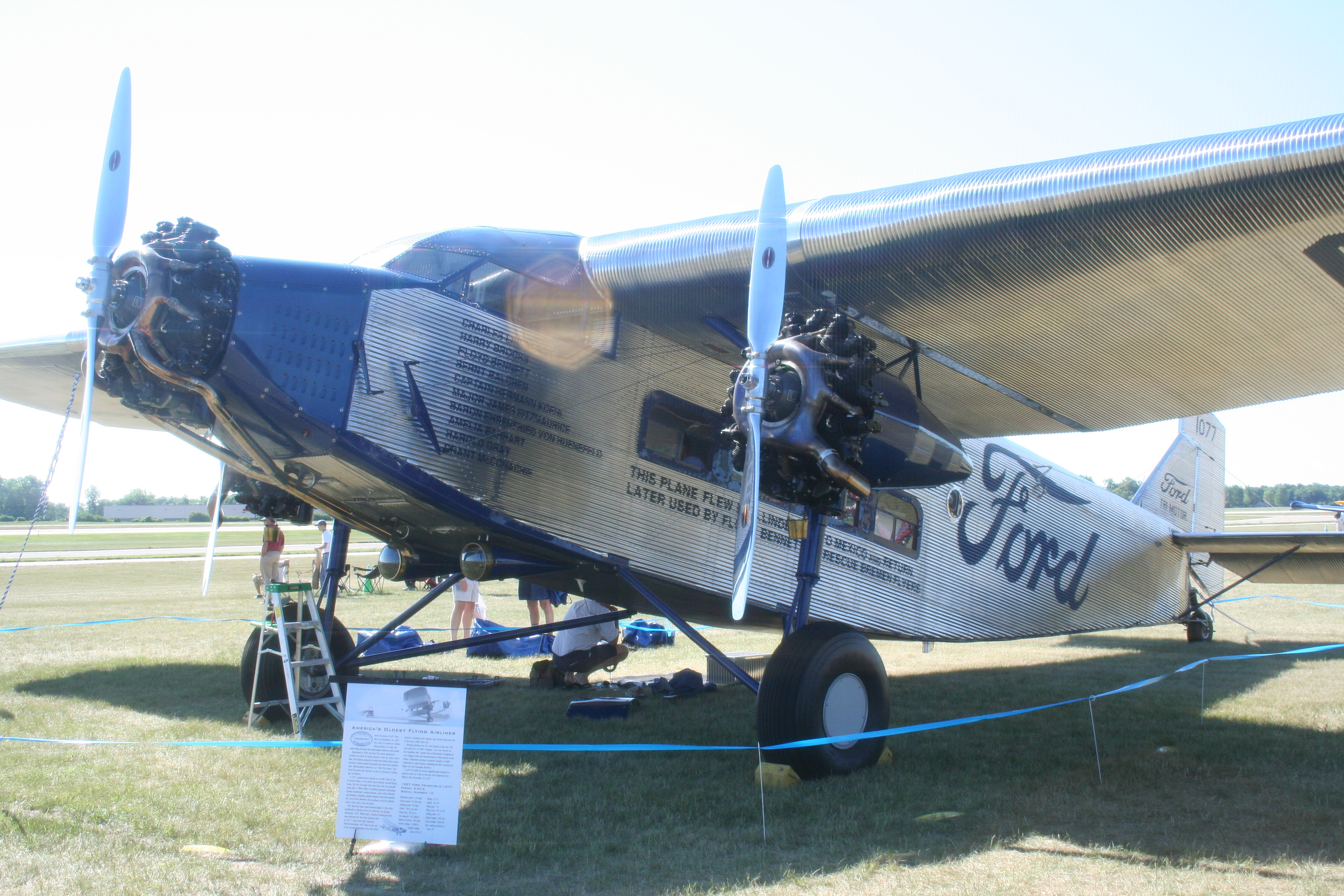
Ford 4AT Trimotor

Wie andere Automobilunternehmen stieg Ford während des Ersten Weltkriegs ins Luftfahrtgeschäft ein und baute „Liberty-Engines“. Nach dem Krieg kehrte das Unternehmen zur Automobilproduktion zurück, bis Ford im Jahr 1925 die „Stout Metal Airplane Company“ erwarb.
Fords erfolgreichstes Flugzeug war der „Ford 4AT Trimotor“, der wegen seiner Wellblechkonstruktion oft als „Tin Goose“ bezeichnet wurde. Es wurde eine neue Legierung namens Alclad verwendet, die die Korrosionsbeständigkeit von Aluminium mit der Festigkeit von Duraluminium kombinierte. Das Flugzeug ähnelte Fokkers V.VII-3m. Der Trimotor flog erstmals am 11. Juni 1926 und war das erste erfolgreiche US-Passagierflugzeug, das etwa 12 Passagieren auf eher unbequeme Weise Platz bot. Mehrere Varianten wurden auch vom Militär der USA eingesetzt. Die Smithsonian Institution hat Ford für seine Veränderung der Luftfahrtindustrie geehrt. 199 Trimotoren wurden gebaut, bevor sie 1933 eingestellt wurden, als der Ford Flugzeugsparte wegen schlechter Verkaufszahlen während der Weltwirtschaftskrise geschlossen wurde.
Im Jahr 1985 wurde Ford postum für seinen Einfluss auf die Branche in die National Aviation Hall of Fame aufgenommen.

### Publizistische Tätigkeit und Antisemitismus

Von Henry Ford herausgegebene antisemitische Schrift zur so genannten „Judenfrage“ (1922)

Nachdem sich Henry Ford größtenteils aus dem Geschäft der Ford Motor Company zurückgezogen hatte, widmete er viel Zeit der Herausgabe einer Zeitung, des The Dearborn Independent, welche er 1919 gekauft hatte. In den acht folgenden Jahren verbreitete das Blatt antisemitische Artikel, unter anderem die Protokolle der Weisen von Zion, die vorgaben, einen jüdischen Plan zur Erringung der Weltherrschaft zu enthalten. Laut dem britischen Historiker Norman Cohn trug Ford damit mehr als sonst jemand dazu bei, diese Fälschung weltberühmt zu machen. Die American Jewish Historical Society beschreibt diese in seinem Namen verbreiteten Ideen während dieser Periode als „anti-immigrant, anti-labor, anti-liquor and anti-semitic“ („gegen Immigranten, gegen Arbeiter, gegen Alkohol und gegen Juden“).
Diese Artikel richteten sich auch gegen Ford selbst, da er bereits am 28. November 1894 in der Palestine Lodge No 357 in Detroit zum Meister erhoben wurde und dort für fast 53 Jahre regelmäßiges Mitglied bleiben sollte. Am 21. November 1928 wurde Ford zum Ehrenmitglied der ältesten Freimaurerloge Michigans, der Zion Lodge No 1, ernannt, in der sein Schwager William R. Bryant im Jahr 1932 Vorsitzender der Loge war. Im September 1940 erhielt Ford in New Jersey den 33. Grad AASR, einen Verwaltungsgrad.
Außerdem wurden unter Fords Namen mehrere antijüdische Artikel im Independent veröffentlicht, die in den frühen 1920er Jahren in vier Bänden unter dem Titel Der internationale Jude – Ein Weltproblem (engl. Original: The International Jew, the World’s Foremost Problem) verkauft wurden. Darin wurde die Verschwörungstheorie vertreten, das Weltjudentum habe ein geheimbündlerisches Komplott gebildet, um mit Hilfe seiner Macht in Wirtschaft und Hochfinanz die Weltherrschaft zu erlangen. Juden seien angeblich sowohl für die Korruption in Wirtschaft, Gewerkschaften und im Sport als auch für den Ersten Weltkrieg, die Russische Revolution und den Amerikanischen Bürgerkrieg verantwortlich. Im Januar 1922 wurde die antisemitische Kampagne der Zeitung zunächst ausgesetzt (Ford wurden Ambitionen auf eine Präsidentschaftskandidatur nachgesagt, für die er auch jüdische Wählerstimmen benötigt hätte), 1924 jedoch erneut aufgenommen. Berichte über die Pogrome in Russland wurden als Fälschungen bezeichnet. Die Artikel waren von verschiedenen Autoren geschrieben worden, darunter auch von Fords langjährigem persönlichem Sekretär, Ernest G. Liebold. Keiner der Artikel wurde von Ford selbst verfasst, aber da er der Verleger war, lag die Veröffentlichung in seiner Verantwortung. Teile dieser Artikel wurden in die amerikanische Ausgabe von Adolf Hitlers Buch Mein Kampf übernommen.
Die Verwendung von Zitaten aus Der internationale Jude durch den CDU-MdB Martin Hohmann führte 2003 zur Hohmann-Affäre. Das Buch Der internationale Jude wurde 2008 im Iran nachgedruckt.
Wiederholte öffentliche Appelle, nicht zuletzt von Präsident Woodrow Wilson, seine antisemitische Hetze einzustellen, hatten zunächst keinen Erfolg. Erst unter dem Druck einer Verleumdungsklage des Juristen und Farmeraktivisten Aaron Sapiro und des Journalisten Herman Bernstein, vertreten durch Samuel Untermyer, entschuldigte er sich für die Hetzschriften des Verlags in einer öffentlichen Erklärung vom 30. Juni 1927. Außerdem untersagte er dem Verleger Theodor Fritsch in Leipzig, Schriften mit der Angabe „Henry Ford“ als Verfasser oder Herausgeber zu verkaufen, zu drucken und zu verbreiten. Die Restauflage des Buches Der internationale Jude ließ Ford in den USA vernichten. Theodor Fritsch weigerte sich jedoch, die rund 10.000 Exemplare des Buches in deutscher und spanischer Sprache aus dem Verkehr zu ziehen, und begründete das auch mit wirtschaftlichen Einbußen. Ford schloss den Dearborn Independent im Dezember 1927.
Er war Mitglied des America First Committee, einer isolationistischen Bewegung, die 1940/41 die Teilnahme der USA am Zweiten Weltkrieg zu verhindern versuchte. Am 7. Januar 1942 schrieb Henry Ford einen offenen Brief an die Anti-Defamation League, prangerte darin den Hass gegen Juden an und äußerte seine Hoffnung, dass antijüdische Hetze für immer aufhören werde. Seine Werke werden immer noch von einigen Gruppierungen genutzt, meist findet man sie auf geschichtsrevisionistischen oder Neonazi-Websites.

### Die Ford-Stiftung
Henry Ford gründete 1936 mit seinem Sohn Edsel die Ford-Stiftung im Bundesstaat Michigan, mit einer umfassenden Charta, um das Gemeinwohl der Menschen zu fördern. Die zuerst nur lokal ausgelegte Stiftung wuchs beträchtlich und hatte bis 1950 ihren Fokus auch national und international erweitert.

### Späte Jahre und Tod
Nach Ende des Zweiten Weltkrieges übergab der alternde Henry Ford am 21. September 1945 den Vorsitz der Ford Motor Company an seinen Enkel Henry Ford II und ging in den Ruhestand. Er starb infolge einer Hirnblutung am 7. April 1947 im Alter von 83 Jahren in Fair Lane, seinem Anwesen in Dearborn, und wurde auf dem Ford-Friedhof in Detroit begraben.

## Henry Ford und der Nationalsozialismus
In Hitlers Büro der NSDAP-Parteizentrale in München hing ein großes Porträt von Ford. Auf die Frage der Detroit News, was der amerikanische Industrielle für ihn bedeute, sagte Hitler 1931: „Ich betrachte Henry Ford als meine Inspiration.“
In einem Brief bemerkte Heinrich Himmler 1924, Ford sei „einer der wertvollsten, gewichtigsten und geistreichsten Vorkämpfer“. Der Reichsjugendführer Baldur von Schirach bekräftigte ebenfalls den Einfluss der Ford-Lektüre in seiner Aussage beim Nürnberger Prozess:

„Das ausschlaggebende antisemitische Buch, das ich damals las und das Buch, das meine Kameraden beeinflußte […], war das Buch von Henry Ford ‚Der internationale Jude‘. Ich las es und wurde Antisemit. Dieses Buch hat damals auf mich und meine Freunde einen so großen Eindruck gemacht, weil wir in Henry Ford den Repräsentanten des Erfolgs, den Repräsentanten aber auch einer fortschrittlichen Sozialpolitik sahen.“

Gerüchte, Ford hätte durch großzügige Spenden zum Aufstieg der NSDAP beigetragen, wurden früh von Hitler dementiert und lassen sich nicht bestätigen. Die lobende Erwähnung Fords in Mein Kampf („ein einziger Großer, Ford, steht […] noch heute unabhängig da“) wurde aus der Neuauflage 1931 gestrichen.
Die Ford Motor Company war am Aufbau der deutschen Streitkräfte vor dem Zweiten Weltkrieg beteiligt. 1938 wurde beispielsweise ein Fertigungswerk in Berlin in Betrieb genommen, dessen einzige Aufgabe es war, Lkw für die Wehrmacht herzustellen. Ford produzierte insgesamt 78.000 Lkw und 14.000 Kettenfahrzeuge für die Wehrmacht. Vor dem Einmarsch der deutschen Wehrmacht ins Sudetenland erhielt sie von Ford eine Eillieferung von 1.000 Lkw. Die Ford-Werke wurden bis Ende 1944 von der alliierten Bombardierung ganz verschont und danach auch nur wenig beschädigt. Dort wurden auch Zwangsarbeiter aus Konzentrationslagern eingesetzt, die man für vier Reichsmark pro Tag von der SS auslieh.
Im Juli 1938 wurde Henry Ford mit dem Adlerschild des Deutschen Reiches ausgezeichnet. Ford war der erste Amerikaner, dem diese Auszeichnung zuteilwurde. Sie war die höchste Auszeichnung, die das Deutsche Reich während der Weimarer Republik und der Zeit des Nationalsozialismus auch an Ausländer vergab. Der Orden wurde vergeben „in Anerkennung der Pionierarbeit [Fords], um Autos für die Massen verfügbar zu machen“. Die Auszeichnung wurde begleitet von einer persönlichen Glückwunschnachricht Adolf Hitlers (Detroit News, 31. Juli 1938). Im selben Jahr wurde Ford das Großkreuz des Deutschen Adlerordens verliehen.
1940 erschien Fords Autobiographie Erfolg im Leben. Mein Leben und Werk bzw. nur Mein Leben und Werk auf Deutsch in der 33. Auflage; die Auflagenhöhe lässt sich abschätzen, da die erste Nachkriegsausgabe 1952 angibt „166.–195. Tausend“.

## Schriften
- Herausgeber: The International Jew. The World’s Foremost Problem. 4 Bände, Dearborn, Michigan, 1920–1921. Deutsch: Der internationale Jude. Ein Weltproblem. 2 Bände. Hammer-Verlag, Leipzig 1921–1922.
- mit Samuel Crowther: My Life and Work. (1922). Deutsch: Mein Leben und Werk, übers. von Curt und Marguerite Thesing. Paul List Verlag, Leipzig 1923; spätere Ausgaben unter dem Titel Erfolg im Leben. Mein Leben und Werk. – Autobiografie
- mit Samuel Crowther: To Day and to Morrow. (1926). Deutsch. Das große Heute, das größere Morgen, übers. von Curt und Marguerite Thesing. Paul List Verlag, Leipzig 1926.
- mit Samuel Crowther: Moving Forward. (1930). Deutsch: Und trotzdem vorwärts. 1930.
- Edison as I knew him. (1930). Deutsch: Mein Freund Edison. Paul List Verlag, Leipzig 1931.